# Sphenarium rugosum
Sphenarium rugosum är en insektsart som beskrevs av Bruner, L. 1906. Sphenarium rugosum ingår i släktet Sphenarium och familjen Pyrgomorphidae. Inga underarter finns listade i Catalogue of Life.